# 斯蒂芬森 (密歇根州)
斯蒂芬森（英語：Stephenson）是一個位於美國密歇根州梅諾米尼縣的城市。

## 人口
根據2020年美國人口普查的數據，斯蒂芬森的面積為2.81平方千米，當中陸地面積為2.81平方千米，而水域面積為0.00平方千米。當地共有人口816人，而人口密度為每平方千米290人。